# 日尔诺夫斯克区
日尔诺夫斯克区（俄语：Жирновский район）是俄罗斯联邦伏尔加格勒州下辖的一个区，其行政中心为日尔诺夫斯克。据2016年统计，该区的人口为40333人。